# Terminal Fluvial do Seixal
O Terminal Fluvial do Seixal é um dos seis pontos de ligação da Transtejo e Soflusa à Margem Norte do rio Tejo, permitindo o acesso às embarcações que fazem o trajeto entre o Cais do Sodré e o Seixal:
- ~S~ Cais do Sodré ⇄ Seixal

O terminal está situado na Avenida Mud Juvenil, na zona do Seixal. Faz ligação a inúmeras linhas da Carris Metropolitana nas paragens circundantes, possibilitando o transporte direto até Aldeia de Paio Pires, Alhos Vedros, Almada, Amora, Aroeira, Arrentela, Barreiro, Belverde, Casal do Marco, Coina, Corroios, Cova da Piedade, Cruz de Pau, Fogueteiro, Foros de Amora, Laranjeiro, Marisol, Moita, Palhais, Pinhal Conde da Cunha, Redondos, Santo António da Charneca, Torre da Marinha, Valadares, Vale de Milhaços, Verdizela, e conta com uma praça de táxis.

## História
A zona onde se situa atualmente o Terminal Fluvial do Seixal corresponde à localização da antiga Estação Ferroviária do Seixal. Esta era a estação terminal do extinto Ramal do Seixal, o qual ligava o Seixal ao Lavradio e à restante Linha do Alentejo, através da Ponte Ferroviária do Seixal sobre o Rio Coina.

Em 1996 foi apresentado o estudo prévio do terminal fluvial pelo gabinete de arquitetura António Santos Machado, Arquitectos LDA. A inauguração do mesmo deu-se no ano seguinte, a 2 de junho de 1997.